# Habenaria arenaria
Habenaria arenaria är en orkidéart som beskrevs av John Lindley. Habenaria arenaria ingår i släktet Habenaria och familjen orkidéer. Inga underarter finns listade i Catalogue of Life.